# 審計部
审计部是一个专门负责和监察财务收支情况的部门。一般在公司、政府等机构都会设有该机构。